# Оконь, Винценты
Винценты Оконь (пол. Wincenty Okoń; 22 января 1914, Хоенец (ныне Люблинское воеводство, Польша) — 18 октября 2011, Варшава) — польский учёный, педагог, психолог, известный своими работами в области дидактики, истории образования и психологии обучения, профессор Варшавского университета (с 1955), доктор философии (с 1948), действительный член Польской академии наук(1983). редактор.

## Биография
Окончил учительскую семинарию. Служил в армии. С 1937 года работал сельским учителем. В годы Второй Мировой войны преподавал в варшавском Свободном польском университете, участвовал в обороне Демблина и Замосцья. Был членом подпольной Армии Крайовой.
В 1946 году окончил Лодзинский университет. В 1948 году стал доктором наук. Работал на кафедре общей педагогики Университета Лодзи.
С 1949 года работал в Варшавском университете. Профессор университета (с 1955), декан педагогического отделения (1958–1960) и заведующий кафедрой дидактики там же. 
В 1961–1974 годах руководил варшавским Институтом педагогических исследований, в 1974–1984 годах возглавлял Комитет педагогических наук Польской академии наук. 
В 1981 году создал Польский педагогический союз, с 1993 года был его почётным председателем. 
Редактировал ряд изданий польской педагогический периодики. Был сотрудником ЮНЕСКО, почётным  председателем Польского педагогического общества. Имел звания почётного доктора Силезского университета в Катовицах, Педагогического университета в Кракове и Брауншвейгского технического университета.
Похоронен на кладбище Старые Повонзки в Варшаве.

## Научная деятельность
Занимался исследованиями фундаментальных закономерностей процесса обучения как «союза преподавания и учения», как совместной деятельности педагогов и учащихся, в которую включены содержательные компоненты образования и организующая его среда (книга «Процесс обучения» – «Proces nauczania», 1954; 6 изд. 1966; рус. пер. 1962). 
Одним из первых начал разработку теории проблемного обучения («Основы проблемного обучения», 1964; рус. пер. 1968). Итоги многолетнего труда в этой области подведены им в книге «Введение в общую дидактику» («Wprowadzenie do dydaktyki ogólnej», 1987; 5 изд., 2003; рус. пер. 1990).
Автор работ по теории организации образования, в т. ч. общего, истории школы и психологический педагогической теории, а также по проблемам педагогики высшей школы.

## Избранные труды
- Proces nauczania – 1954
- U podstaw problemowego uczenia się – 1964
- Zarys dydaktyki ogólnej – 1968
- Kształcenie nauczycieli w Polsce – stan i kierunki przebudowy
- Słownik pedagogiczny – 1974
- Nauczanie problemowe we współczesnej szkole – 1987
- Wprowadzenie do dydaktyki ogólnej – 1983
- Zabawa a rzeczywistość – 1987
- Wizerunki sławnych pedagogów – 1993